# White Men Are Black Men Too
White Men Are Black Men Too  — второй студийный альбом шотландской инди-поп группы Young Fathers, вышедший 6 апреля 2015 года на независимом британском лейбле Big Dada. Его продюсировали Young Fathers.

## Отзывы
| Совокупная оценка         | Совокупная оценка |
| Источник                  | Оценка            |
| ------------------------- | ----------------- |
| AnyDecentMusic?           | 8.1/10            |
| Metacritic                | 83/100            |
| Оценки критиков           |                   |
| Источник                  | Оценка            |
| AllMusic                  | [ 7 ]             |
| Cuepoint (Expert Witness) | A−                |
| The Guardian              | [ 9 ]             |
| The Independent           | [ 3 ]             |
| Mojo                      | [ 10 ]            |
| NME                       | 7/10              |
| Pitchfork                 | 6.8/10            |
| Q                         | [ 12 ]            |
| Spin                      | 8/10              |
| Uncut                     | 8/10              |

Альбом получил положительные отзывы музыкальной критики и интернет-изданий. Он получил 83 из 100 баллов на интернет-агрегаторе Metacritic.

### Итоговые списки
| Публикация   | Список                        | Год  | Ранг |
| ------------ | ----------------------------- | ---- | ---- |
| The Guardian | The Best Albums of 2015       | 2015 | 9    |
| NME          | NME’S Albums of the Year 2015 | 2015 | 39   |

## Список композиций
| №                   | Название            | Длительность |
| ------------------- | ------------------- | ------------ |
| 1.                  | «Still Running»     | 3:08         |
| 2.                  | «Shame»             | 4:09         |
| 3.                  | «Feasting»          | 2:39         |
| 4.                  | «27»                | 2:27         |
| 5.                  | «Rain or Shine»     | 3:49         |
| 6.                  | «Sirens»            | 3:00         |
| 7.                  | «Old Rock n Roll»   | 3:11         |
| 8.                  | «Nest»              | 3:17         |
| 9.                  | «Liberated»         | 2:55         |
| 10.                 | «John Doe»          | 2:52         |
| 11.                 | «Dare Me»           | 2:39         |
| 12.                 | «Get Started»       | 4:47         |
| Общая длительность: | Общая длительность: | 38:53        |

## Чарты
| Чарт (2015)                      | Высшая позиция |
| -------------------------------- | -------------- |
| Великобритания (UK Albums Chart) | 41             |